# Keith Wickham

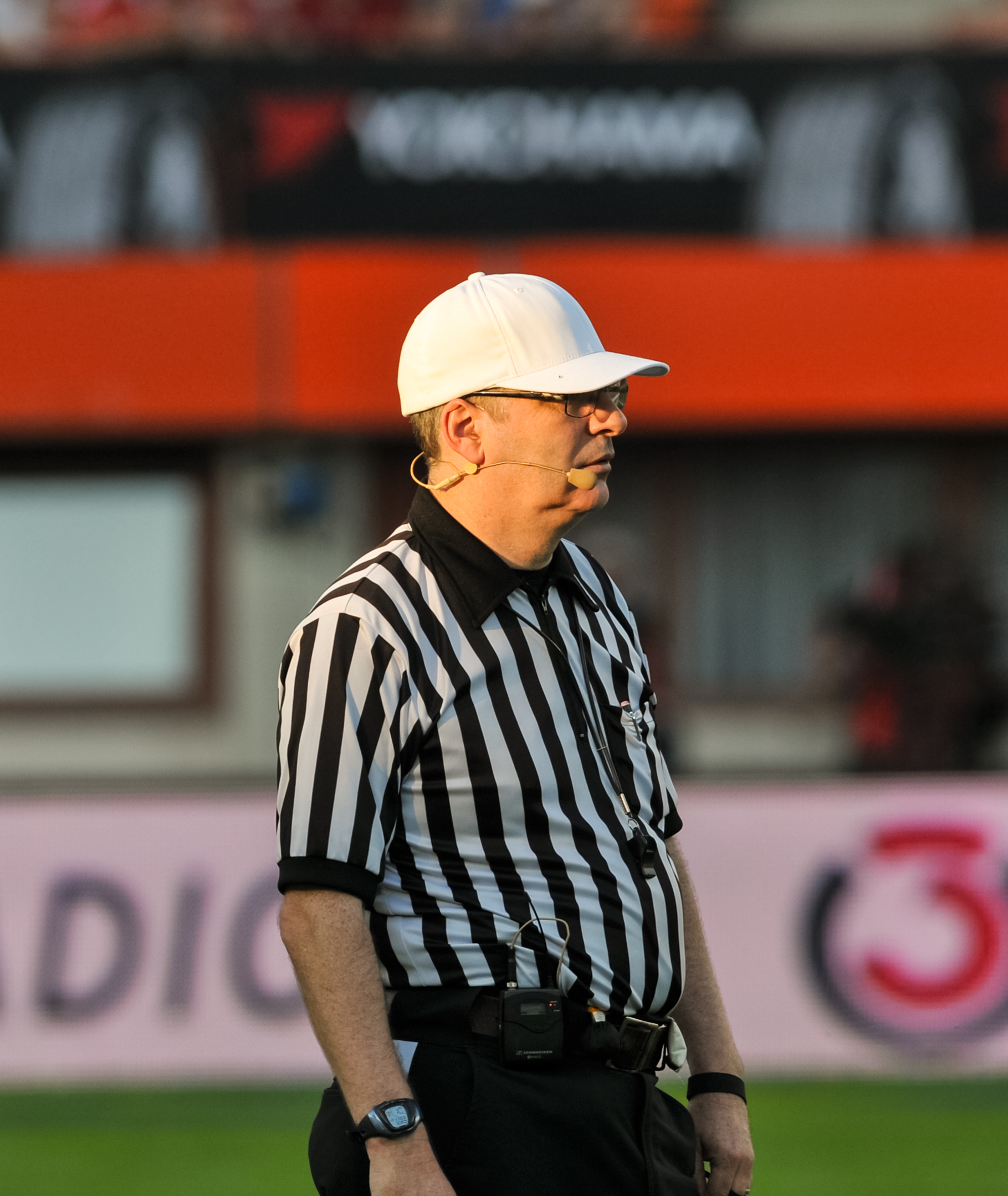
Wickham bei der EM 2014

Keith Wickham ist ein britischer American-Football-Schiedsrichter.

## Karriere
Wickham wurde 1986 Schiedsrichter, nachdem er der British American Football Referees' Association beitrat. 2006 leitete er das Spiel um die britische Jugend-Meisterschaft. An der American-Football-Europameisterschaft 2010 nahm er als Linejudge teil. Bei der American-Football-Weltmeisterschaft 2011 wurde er von der International Federation of American Football als einer von 29 Offiziellen ausgewählt. Auch bei der American-Football-Europameisterschaft 2014 war er dabei und durfte dort als Referee auch das Finale leiten. Dafür bekam er viel Kritik, da er nach Ansicht der Beteiligten nicht nachvollziehbare Strafen für angebliche Verhöhnungen des Gegners aussprach. Ebenfalls eingesetzt wurde er bei der American-Football-Europameisterschaft der Frauen 2015. Im selben Jahr durfte er das Championship Game der Division Two South leiten und war Backjudge beim BritBowl.